# Благодатка (Красноярский край)
Благодатка — деревня в Саянском районе Красноярского края. Входит в состав Унерского сельсовета.

## История
Основана в 1906 году. В 1926 году состояла из 46 хозяйств, основное население — украинцы. Центр Благодатного сельсовета Агинского района Канского округа Сибирского края.

## Население
| 1926 | 2010 |
| ---- | ---- |
| 233  | ↘162 |